# Yang Rongguo
Yang Rongguo (chinois simplifié : 杨荣国 ; chinois traditionnel : 楊榮國 ; pinyin : Yáng Róngguó ; Wade-Giles : Yang Jungkuo, 1907–1978) était un universitaire chinois et le philosophe qui a participé à la critique contre Confucius lors de la révolution culturelle.
Yang a publié une première étude de Confucius en 1947. Celle-ci a été reprise et republiée en 1973 pendant la révolution culturelle. Yang Jungkuo considère que Lin Biao, Liu Shaoqi et d'autres dirigeants « purgés » sont des disciples de Confucius. Zhou Enlai n'était pas officiellement désigné. Mais Yang Rongguo indique que Confucius s'est opposé aux changements sociétaux de son époque, et Zhou Enlai avait fait des choses similaires en œuvrant en faveur de la réhabilitation des dirigeants du PCC évincés en 1972, y compris Deng Xiaoping.